# Беријев Бе-6
Беријев Бе-6  (рус. Бериев Бе-6) је авион амфибија који је пројектовала и израдила компанија ОКБ Бериев. Пројектован као торпедни, противподморнички авион, за трагање и спасавање, поморске патроле и теретни превоз. Био је то двомоторни хидроавион са радијалним клипним моторима Швецов АШ-73ТК.

## Пројектовање и развој
Развој поморског патролног и противподморничког авиона за Совјетску морнарицу почео је 1943. године на основу потреба дефинисаних у самом рату. На основу тих потреба пројектован је поморски авион ЛЛ-143 који је полетео 1945. године. Након исцрпног испитивања и побољшања први авион из серијске производње изашао је фебруара 1949. године а у службену употребу под називом Беријев Бе-6 ушао је 1950. године. Главни конструктор авог хидроавиона је био Георгиј Михајлович Беријев
Авион је био концепције летећег чамца, потпуно металне конструкције са два радијална мотора уграђена на галебовим крилима. Предност овакве конструкције је била у томе да мотори авиона буду што даље од воде, колико год је то могуће. Реп авиона је био  са два верикална и два хоризонтална стабилизатора. Било је предвиђено да авион може да понесе 4.000 kg наоружања, у транспотној варијанти 40 војника а у санитетској 15 седећих и 3 лежеће особе.

## Технички опис
Технички опис направљен на основу извора
Труп је потпуно металне конструкције то је уствари чамац са кобиличастим дном каскадног типа што олакшава авиону полетање због смањеног отпора. Труп је подељен на 8 непропустљивих комора.
1. У првом одељку била је кабина пилота и навигатора.
2. У другом одељку - радно место инжењера летења.
3. Трећи одељак је кабина радара и радио оператера.
4. Четврти одељак је за постављање малих терета.
5. Пети одељак је за одмор посаде или превоз вангабаритног терета.
6. Шести одељак је кабина палубног стрелца и уређај за отпуштање радарске антене.
7. Седми одељак је камера за снимање из ваздуха и носач митраљеза.
8. Осми одељак је репни део за спасилачки чамац.

Овака конструкција је омогућавала плутање на води и код оштећења два суседна одељка. Кабине посада се греју топлотом издувних гасова мотора. Ова топлота се такође користи за одлеђивање виталних летних делова авиона. 
Погонска група се састоји од два радијална 18-то цилиндрична (дупла звезда) клипна мотора ваздухом хлађена Швецов АШ-73ТК снаге 2 х 1.800 kW и четворокраких металних вучних елиса променљивих корака, пречник - 5,056 m. Поставњених изнад крила.
Авион је по класификацији горњокрилац. Крило је галебовог типа састављено од три дела. Средишњи део крила се уздижу из трупа и на самом прелому крила су постављени мотори. Од мотора до краја, крила су трапезастог облика са две рамењаче, попуно металне израде и основне (носеће) конструкције и облоге. На крилним конзолама су причвршћена са доње стране два неувлачива потпорна пловка. Пловци су металне конструкције и подељени су водонепропусним преградама. На доњој страни крила се налазе подвесни носачи за качење торпеда, дубинских мина или слободно падајућих бомби. Крила су опремљена закрилцима и елеронима исте конструкције као и крила. Управљање њима се врши жичаним путем.
Два хоризонтална стабилизатора су конзолно везана за конструкцију трупа под углом од 5,5 степени. За хоризонталне стабилизаторе су везана кормила дубине. На крајевима хоризонталних стабилизатора су причвршћена два вертикална стабилизатора са кормилима правца. Сви елементи репа су направљени као металне конструкције обложени алуминијумским лимом сем кормила која су била обложена импрегнираним платном. Сви покретни елементи репа су опремљени тримерима.
Стајни трап је класичног типа са две предње ноге и репним точком. Предње ноге се у лету или при пловидби подижу поред трупа и смештају у за то предвиђене кутије а репни точак се увлачи у труп авиона и затвара вратима за време пловидбе и лета.

## Наоружање
Стрељачко наоружање се састојало од пет аутотопова Нуделман-Рихтер НР-23 калибра 23 mm смештених у 2 даљински управљиве куполе, (двоструки топ у репу и двоструки топ и леђној куполи), један једностуки топ у прамцу . Бомбардерско наоружање: авион је могао да носи 2 х 1.000 kg торпеда и 8 мина укупне масе 2.000 kg. Уместо торпеда или мина авион може бити наоружан обичним слободно падајућим бомбама или дубинским бомбама до укупне тежине од 4.000 kg.
| Наоружање авиона: Беријев Бе-6 |                                      |
| Ватрено (стрељачко) наоружање  |                                      |
| Топ                            |                                      |
| Број и ознака топа             | 5 x Нуделман-Рихтер НР-23            |
| Калибар                        | 23                                   |
| Митраљез                       |                                      |
| Бомбардерско наоружање (бомбе) |                                      |
| Класичне авио бомбе            | 2 x 1.000 (торпеда) и 8 x 250 (мине) |
| Укупна маса                    | 4.000                                |
| Број тачака за подвешавање     | 2                                    |
| Ракетно наоружање (ракете)     |                                      |

## Верзије
- Бе-6 - серијски произведени авиони, наоружани патролно-извиђачки авиони.
- Бе-6СС - спасилачка верзија авиона за 15 седећих и 3 лежећа спашеника.
- Бе-6ПЛО - противподморничка верзија, опремљена потребним уређајима за откривање подморница и оружјем за напад.
- Бе-6 "Линер" - верзија авиона намењен за успостављање везе са потопљеним подморницама.
- Бе-6П = Ћинг-6 - верзија са турбоелисним моторима за Кинеску морнарицу.

## Оперативно коришћење
Авион Берлијев Бе-6 се производио од 1949. до 1957. године у фабрици Бериев у Таганрогу. У току производње непрекидно је усавршаван и прилагођаван потребама совјетског поморског ваздухопловства тако да је имао укупно 19 варијанти и подваријанти, а на крају је произведено укупно 123 ових авиона свих верзија. Пошто се захтеви совјетских морнаричких авиона нису брзо мењали, поуздани Бе-6 је остао у употреби до касних 1960-их. Неки авиони су завршили службу као цивилни ненаоружани транспортери у арктичким регионима. 
Поред употреба у Совјетском Савезу 20 авиона Беријев Бе-6 је продато Народној Републици Кини показао се корисним у патролирању дугачком обалом и огромним територијалним водама уз кинеску обалу. Током 1970-их, оригинални радијални мотори Швецов АШ-73ТК због истека ресурса и дотрајалости су замењени, турбоелисним моторима ВоЈианг ВЈ-6, у новим гондолама. Редизајнирани авион је добио назив Ћинг-6.

### Сачувани примерци
Тренутно су четири примерака Бе-6 изложени јавности.
- У Музеју ваздухопловства Северне флоте (ПГТ Сафоново) Русија
- У Државном музеју ваздухопловства Украјине у Кијеву Украјина
- У Кинеском музеју авијације у Пекингу Кина
- У Поморском музеју у Кингдау Кина

## Земље које су користиле авион
- СССР
- Кина